# Анастейша
Анасте́йша Лин Ньюкёрк (англ. Anastacia Lyn Newkirk; род. 17 сентября 1968) — американская поп-певица и автор песен.
На счету шесть студийных альбомов и свыше 30 клипов. Она является одной из самых коммерчески успешных поп-исполнительниц 2000-х годов.
Альбомы и синглы певицы многократно получали платиновый статус. Несмотря на отсутствие большого американского успеха, общие продажи составляют свыше 50 000 000 копий.
Является обладательницей большого количества как музыкальных, так и ряда гуманитарных наград.

## Биография и карьера
Родилась в Чикаго (штат Иллинойс), в семье из шоу-бизнеса: её отец Роберт Ньюкёрк был клубным певцом, а её мать Диана Хёрли — актрисой музыкального театра на Бродвее. Анастейша была ещё подростком, когда её отец (ныне покойный) оставил семью, и они переехали в Нью-Йорк. Потом она поступила в «Professional Children’s School» на Манхэттене.
Когда ей было тринадцать лет, заинтересовалась танцами, несмотря на диагноз болезни Крона.
Впервые она стала известной в шоу «Comic View» ведущего D.L. Hughley на канале «Black Entertainment Television (BET)», когда спела чужую песню «Get Here» (Олета Адамс) в 1992 году. В начале 1990-х годов она регулярно появлялась в Клубе MTV и снялась в нескольких видеоклипах женской хип-хоп-группы Salt-n-Pepa в 1988 году.
В 1998 году она привлекла интерес записывающих компаний после того, как вышла в финал конкурса талантов в шоу MTV «The Cut». В марте 1999 года подписала контракт с Daylight Records, принадлежащей Epic Records (Sony Music). Шоу «The Cut» было организовано Лизой «Left Eye» Лопес из R&B/хип-хоп-группы TLC. В итоге, ранее никому неизвестная певица заняла на конкурсе второе место, но впечатление Лизы Лопес и трёх судей этого шоу было настолько сильно, что она добилась контракта на запись альбома.

### 1998—2001. Успешный дебют с «Not That Kind»
9 февраля 2000 года состоялся релиз дебютного сингла «I'm Outta Love», который возглавил сводные чарты Австралии, Новой Зеландии, а также общий Европейский чарт «European Hot 100 Single». Правда, в США сингл был отмечен лишь пиковым для себя 72 местом в «US Billboard Hot 100». По итогам 2000 года «I’m Outta Love» признан самым популярным в Австралии и Новой Зеландии, за что получил три платиновых сертификации. Сингл стал золотым в Австрии, Германии, Нидерландах, Швейцарии, Швеции, а в Великобритании и Франции — серебряным.
16 октября 2000 года в поддержку дебютного альбома был выпущен одноимённый сингл, однако успеха «I’m Outta Love» повторить не смог. Сингл вошёл лишь в ТОП-10 чартов Италии и Испании и получил серебряную сертификацию во Франции.
В 2001 году состоялись релизы синглов «Cowboys & Kisses» и «Made for Lovin' You», достигшие 2-го и 7-го мест в сводном чарте Бельгии.
В целом, альбом Not That Kind благодаря успеху синглов возглавил чарты Дании, Норвегии и Новой Зеландии. Попал в топ-3 в Австралии, Австрии, Германии и Великобритании. Стал третьим по популярности альбомом Европы в «European Top 100 Albums». Имел положительные отзывы критиков, несмотря на то, что на родине певицы занял лишь 168 место в US Billboard 200.
По итогам 2000 года альбом был признан № 3 в Швеции, а по итогам 2001-го № 3 в Дании.
Альбом стал трижды платиновым в Австралии и Новой Зеландии и четырежды платиновым в Европе.

### 2001—2002. Релиз «Freak of Nature» и закрепление успеха
6 ноября 2001 года вышел сингл «Paid My Dues» в поддержку второго альбома певицы, возглавивший чарты Дании, Норвегии и Швеции, а также попавший в тор-3 в Австрии, Германии и Румынии. В European Hot 100 Singles он поднялся до второй позиции. «Paid My Dues» стал золотым в Австрии, Бельгии, Германии, Норвегии и Швейцарии, во Франции получил серебряные сертификации.
Вторым синглом в поддержку альбома стал «One Day In Your Life», ставший золотым в Австралии. Он добрался до второй позиции в чарте Венгрии, а также возглавил американский танцевальный чарт US Billboard Hot Dance Club Play. Сингл попал в топ-10 в шести странах Европы.
3 июня 2002 года вышел сингл «Boom», ставший официальным гимном чемпионата мира по футболу, проходившего в Японии и Южной Корее. Перед финальным матчем исполнила песню на стадионе. Однако сингл не имел большого успеха в Европе, попав лишь в топ-10 чартов Италии, Бельгии и Швеции.
Осенью 2002 года вышли синглы «Why'd You Lie to Me» и «You'll Never Be Alone», попавшие в топ-10 в Бельгии.
Сам же альбом «Freak of Nature» на волне популярности «Not That Kind» и ряда успешных синглов, выпущенных в его поддержку, занимал лидирующие позиции в чартах Бельгии, Норвегии, Дании, Германии, Швеции и Швейцарии. Попал в топ-3 Австрии и Италии, в топ-10 Австралии, Финляндии, Венгрии, Ирландии, Польши и Великобритании и занял 27-ю позицию в американском US Billboard 200.
«Freak of Nature» стал первым альбомом, попавшим в японские хит-парады.

### 2003—2006. Пик популярности, «Anastacia» и сборник хитов «Pieces of a Dream»
18 января 2003 года вышел сингл, ставший саундтреком к фильму «Чикаго» — «Love Is a Crime», возглавивший американский танцевальный чарт US Hot Dance Music/Club Play. На съёмках клипа певица плохо себя чувствовала, по сведениям очевидцев артистка работала при температуре 40 °C, позже Анастейше диагностировали рак молочной железы.
Победив болезнь, певица вернулась на сцену с главным по сей день своим хитом «Left Outside Alone». Сингл возглавил главные чарты Австралии, Австрии, Италии, Испании и Швеции. Попал в топ-3 в Дании, Германии, Венгрии, Ирландии, Норвегии и Великобритании. Занял второе место в общем сводном европейском чарте European Hot 100 Singles. Сингл попал в топ-10 в Бельгии, Финляндии, Франции, а также замкнул топ-20 Новой Зеландии. По итогам 2004 года «Left Outside Alone» стал № 2 в Австралии и № 6 в Европе в European Hot 100 Singles. Сингл стал дважды платиновым в Австралии, золотым — в Германии, Норвегии, Швейцарии, Австрии и Бельгии и серебряным — в Великобритании.
Позже вышел второй сингл «Sick and Tired», также ставший хитом. Сингл попал в топ-3 в девяти странах Европы и добрался до второй строчки в European Hot 100 Singles. «Sick and Tired» стал золотым в Австралии, Германии и Норвегии.
Также в поддержку альбома были выпущены ещё два сингла, ставшие хитами, добравшись до высоких позиций в чартах ряда стран Европы — это «Welcome to My Truth» и «Heavy on My Heart».
Альбом «Anastacia» стал самым коммерчески успешным альбомом певицы в её карьере, по итогам 2004 года он занял вторую позицию в European Top 100 Albums. А также замкнул топ-10 мировых продаж 2004 года, с учётом того, что не издавался в Азии (за исключением Японии) и в странах Северной и Южной Америки.
Альбом возглавлял чарты Австрии, Бельгии, Дании, Германии, Греции, Норвегии, Швеции и Швейцарии. Занимал позиции в топ-3 в Финляндии, Ирландии, Италии, Португалии и Испании.
«Anastacia» стал четырежды платиновым в Германии и Великобритании, трижды платиновым в Швейцарии, дважды платиновым в Австралии, Австрии, Италии и Испании, платиновым — в Дании, Финляндии, Греции, Нидерландах, Норвегии, Швеции и золотым — в Бельгии, Франции, Венгрии и Португалии.
В ноябре 2005 года Анастейша выпустила сборник хитов «Pieces of a Dream», который также имел большой успех. Альбом добрался до лидирующих позиций чартов ряда стран Европы и получил множественные сертификации. «Pieces of a Dream» был признан трижды платиновым в Италии, платиновым — в России, Австрии, Ирландии, Швейцарии и Великобритании, также он получил неоднократные золотые сертификации в других странах Европы и в Австралии.
В поддержку альбома было выпущено несколько синглов. «Everything Burns» (в дуэте с Беном Муди), одноимённый сингл «Pieces of a Dream» и «I Belong to You (Il Ritmo della Passione)» (дуэт с Эросом Рамаццотти). Синглы занимали лидирующие позиции в Европе и имели умеренный успех. «I Belong to You» был признан золотым в Австрии, Бельгии, Германии и Швейцарии.

### 2008—2009. Четвёртый студийный альбом «Heavy Rotation»

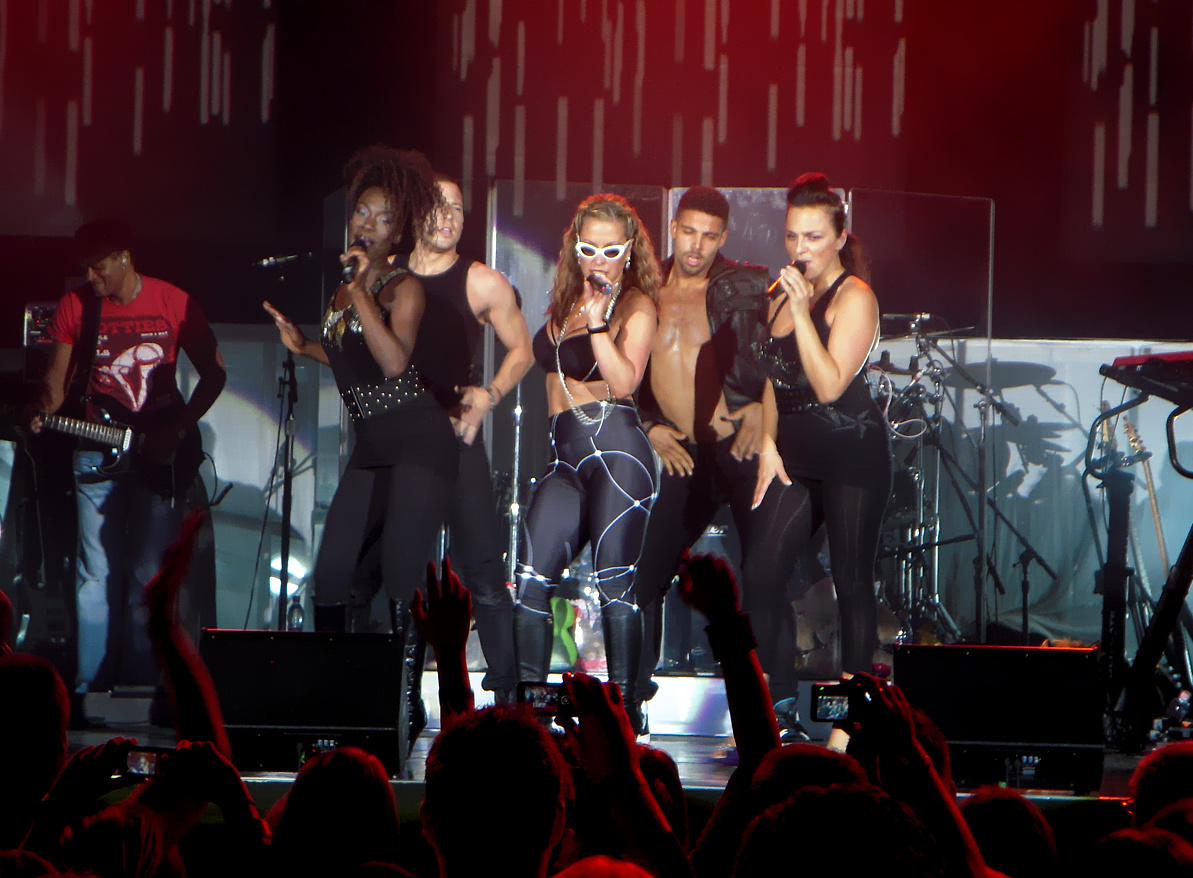
«Heavy Rotation Tour»

В конце лета 2008 года, после более чем годичного перерыва, в поддержку своего нового альбома «Heavy Rotation» Анастейша выпустила сингл «I Can Feel You» (на который, как и все предыдущие синглы, снимается клип), достигший пятой позиции чарта Словакии, но не попавший в топ-50 European Hot 100 Singles.
В начале 2009 года продолжила выпуск синглов: «Absolutely Positively» и «Defeated».
Тем не менее, альбом «Heavy Rotation» несмотря на скромные позиции выпущенных в его поддержку синглов смог попасть в топ-10 альбомных чартов Австрии, Греции, Италии, Испании и Швеции. А также стал шестым в сводном европейском альбомном чарте European Top 100 Albums. Альбом стал золотым в Швейцарии и Швеции.
В поддержку альбома летом 2009 года в России стартовал очередной международный тур певицы. Первый концерт тура состоялся в Санкт-Петербурге 4 июня в рамках культурной программы XIII Петербургского экономического форума. Анастейша выступила с 30-минутным концертом на Дворцовой площади перед группой Duran Duran. Завершился тур 13 сентября в Киеве.

### 2009—2012. Творческие эксперименты

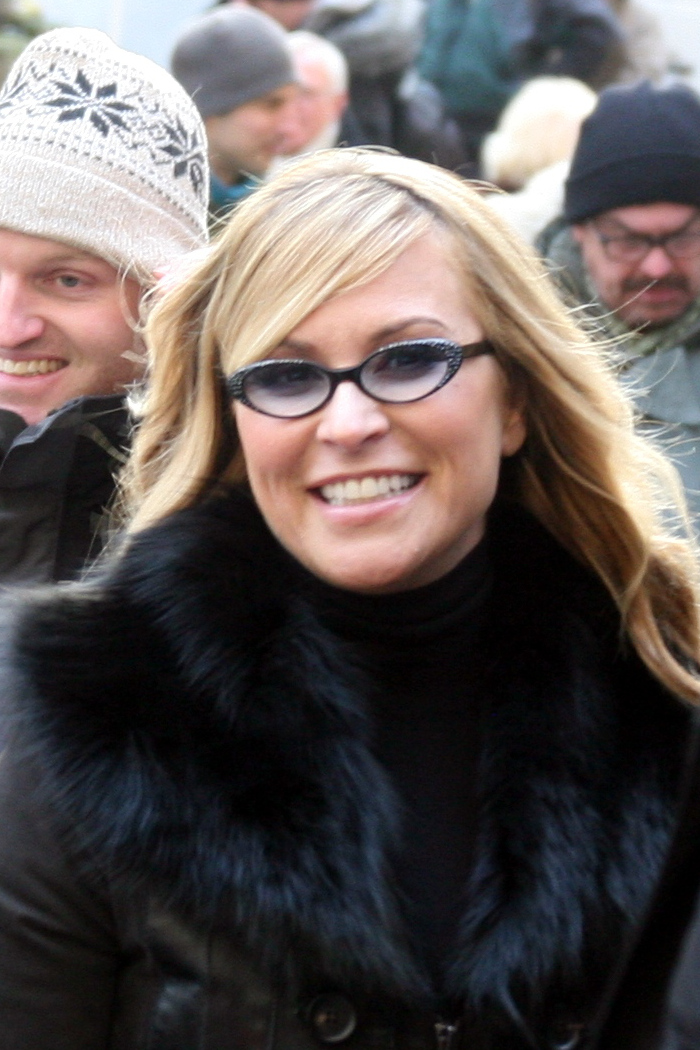
На съёмках клипа «A deeper Love» в Праге для рекламы Škoda Auto.

В октябре 2009 года певица начала сотрудничество с английской группой Ben's Brother. Вышел сингл Stalemate, позже на него был снят клип.
Летом 2010 года Анастейша стала хедлайнером Премии Муз-ТВ. Состоялся дуэт с Димой Биланом. Песня «Safety» была написана специально для исполнителей американскими авторами и продюсерами Эваном Богартом и Басби. Трек был записан в Лос-Анджелесе на студии Chalice Recording.
На записанных дуэтах творческие эксперименты певицы не закончились, и в сентябре 2010 года выходит сингл «Burning Star», записанный дуэтом с бельгийской певицей Natalia.
В 2011 году певица сотрудничала с такими диджеями как Tiësto и DJ Tony Moran. В результате этих творческих контактов появились синглы «What Can We Do (A deeper Love)» и «If I Was Your Boyfriend».
В июле 2012 года певица снимает коммерческий клип в поддержку автомобильной компании Škoda Auto и становится рекламным лицом компании в Европе.

### 2012—2013. Пятый студийный альбом и возвращение онкологии
В середине осени практически одновременно выпускает сразу два сингла-кавера «Dream One» и «Best of You» в поддержку своего пятого студийного альбома каверов на песни известных рок-исполнителей «It’s a Man’s World». По словам певицы, альбом не был рассчитан на коммерческий успех и был выпущен как прелюдия к её шестому студийному альбому.
Также собиралась отправиться в мировое турне «It’s a Man’s World Tour», но весной 2013 года певице повторно диагностировали рак груди, и турне пришлось отменить.

### С 2014. Шестой альбом «Resurrection»
Во второй раз победив болезнь, в марте 2014 года Анастейша сняла клип к синглу «Stupid Little Things», а в мае вышел её шестой альбом «Resurrection». Сингл имел умеренный успех в Европе, однако альбом был высоко оценён критиками, но и это не способствовало громкому возвращению певицы. Альбом попал в топ-5 чартов Италии, Германии и Швеции и занял позиции в топ-10 Дании и Великобритании.
В сентябре 2014 года практически одновременно выпустила сразу два сингла «Staring at the Sun» и «Lifeline», на которые были сняты три клипа: «Staring at the Sun», «Staring at the Sun (Digital Dog Remix)» и «Lifeline / Luce per sempre» в дуэте с итальянским певцом Kekko из группы Modà.
В 2021 году победила в третьем сезоне шоу The Masked Singer Australia («Маска»), выступая в маске Вампира.
В 2022 году вернулась в гастроли с I’m Outta Lockdown Tour по Европе.

## Здоровье
В январе 2003 года Анастейша решила уменьшить грудь из-за проблем со спиной. Из результатов обычной маммографии она узнала, что обнаружен рак груди. Немедленно и успешно была сделана хирургическая операция и радиотерапия. Анастейша впоследствии создала фонд «Anastacia Fund» в целях повышения осведомлённости о раке молочной железы среди молодых женщин.
Она сообщила, что проблемы со здоровьем вдохновляли её при работе над третьим альбомом. В интервью, которое Анастейша дала в 2005 году британской музыкальной станции The Box, она рассказала, что её голос утратил свою силу, и она была не в состоянии записывать песни и, таким образом, потратила много времени, пытаясь создать звук, которым была бы довольна.
В марте 2013 года Анастейше был вновь поставлен диагноз «рак груди». Опухоль, как и в первый раз, была маленькой, но певица решила ещё десять лет назад, если рак вернётся, она удалит грудь. Так и случилось. Певица перенесла двойную мастэктомию.

## Бизнес
Бренд «Anastacia By s. Oliver» представляет собой коллекцию одежды. Впервые выпущен в конце 2006 года. Анастейша сказала, что она давно хотела выпустить линию одежды: «У меня была идея разработки коллекции на протяжении длительного времени, но я ждала правильного партнёра. С. Оливер пришёл как раз в нужный момент. Мы познакомились и обнаружили, что мы не только хорошо сочетаемся вместе как бренд, но и имеем одинаковые представления об облике „Anastacia by S.Oliver“. Есть много моментов, которые необходимо учитывать при проектировании коллекции: какие тенденции, какие цвета, какие ткани, какие стили… Например, я думаю, что это очень важно, чтобы моё бельё было доступно в разных размерах». Коллекция отражает личный стиль Анастейши и её универсальность. Внешний вид линии предназначенной для того, чтобы быть «чувственной, женственной и сексуальной».
Бренд «Anastacia By s. Oliver» выпустил ограниченным тиражом линию одежды «Limited Luxury», которая была разработана совместно с брендом «Swarovski». Эта линия поступила в магазины 2 ноября 2007 года. В 2008 году Анастейша выпустила последнюю коллекцию и производство линии было закрыто в связи с окончанием действия контракта между певицей и компанией S.Oliver. Контракт продлевать не стали и линия одежды от певицы была забыта.
Парфюм от Анастейши под названием Resurrection («Воскрешение») был выпущен в январе 2007 года.

## Личная жизнь
С 2007 по 2010 год Анастейша была замужем за своим телохранителем Уэйном Ньютоном.
Очки Анастейши стали неотъемлемой частью её сценического образа, в августе 2005 года она сделала лазерную коррекцию зрения, но до сих пор регулярно появляется в них. В 2014 году певица заявила, что планирует заменить во всей своей коллекции стёкла с диоптриями на обычные.

## Дискография
Студийные альбомы
- 2000: Not That Kind
- 2001: Freak of Nature
- 2004: Anastacia
- 2008: Heavy Rotation
- 2012: It’s a Man’s World
- 2014: Resurrection
- 2017: Evolution
- 2023: Our Songs

Сборники
- 2002: Best Of 2002
- 2005: Pieces of a Dream
- 2015: Ultimate Collection

DVD
- 2002: The Video Collection
- 2006: Anastacia: Live at Last